# Santo Domingo Tepuxtepec
Santo Domingo Tepuxtepec là một đô thị thuộc bang Oaxaca, México. Năm 2005, dân số của đô thị này là 3714 người.